# マリナ・アルザマサワ
マリナ・アルザマサワ（マルィナ・アリャクサンドラウナ・アルザマサワ, ベラルーシ語: Марына Аляксандраўна Арзамасава, ラテン文字転写: Maryna Alyaksandrawna Arzamasava、1987年12月17日 - ）はベラルーシの陸上競技選手、専門は中距離走。ミンスク出身。2012年開催のロンドンオリンピックの女子800mに初出場、その後、2013年にヨーロッパ室内陸上競技選手権大会にて銅メダルを獲得した。翌年の2014年にヨーロッパ陸上競技選手権大会にて初めて金メダルを獲得した。また、2015年の世界陸上競技選手権大会でも金メダルを獲得した。2016年開催のリオデジャネイロオリンピックでは女子800mに再び出場し、7位入賞となった。

## 主な戦績
| 年   | 大会                             | 開催地           | 種目 | 順位     | 記録      | 備考 |
| ---- | -------------------------------- | ---------------- | ---- | -------- | --------- | ---- |
| 2012 | ヨーロッパ陸上競技選手権大会     | ヘルシンキ       | 800m | 3位      | 2分01秒02 |      |
| 2012 | オリンピック                     | ロンドン         | 800m | 予選敗退 | 2分08秒45 |      |
| 2013 | ヨーロッパ室内陸上競技選手権大会 | ヨーテボリ       | 800m | 3位      | 2分01秒21 |      |
| 2014 | 世界室内陸上競技選手権大会       | ソポト           | 800m | 3位      | 2分00秒79 |      |
| 2014 | ヨーロッパ陸上競技選手権大会     | チューリッヒ     | 800m | 優勝     | 1分58秒15 |      |
| 2015 | 世界陸上競技選手権大会           | 北京             | 800m | 優勝     | 1分58秒03 |      |
| 2016 | オリンピック                     | リオデジャネイロ | 800m | 7位      | 1分59秒10 |      |
| 2017 | 世界陸上競技選手権大会           | ロンドン         | 800m | 予選敗退 | 2分01秒92 |      |

## 記録
| 種目 | 記録      | 年月日        | 場所     | 備考 |
| ---- | --------- | ------------- | -------- | ---- |
| 400m | 52秒81    | 2012年5月16日 | ブレスト |      |
| 800m | 1分57秒54 | 2015年8月27日 | 北京     |      |